# 데르비 델 솔레
데르비 델 솔레(이탈리아어: Derby del Sole, 이탈리아어로 "태양의 더비"라는 뜻)는 이탈리아의 축구 클럽 SSC 나폴리와 AS 로마 간의 더비 경기를 말한다. 두 클럽은 서로 상대적으로 가까이에 있고 로마는 이탈리아 중부에, 나폴리는 이탈리아 남부에 있어 서로 상대적으로 가까이 있다. 더비 경기는 여전히 지속되고 있으며 1970년대부터 1980년대까지가 정점이었다.

## 경기장
| SSC 나폴리         | · SSC 나폴리AS 로마데르비 델 솔레(이탈리아) | AS 로마            |
| ------------------ | ------------------------------------------- | ------------------ |
| 스타디오 산 파올로 | · SSC 나폴리AS 로마데르비 델 솔레(이탈리아) | 스타디오 올림피코  |
| 수용인원: 60,240명 | · SSC 나폴리AS 로마데르비 델 솔레(이탈리아) | 수용인원: 72,698명 |
|                    | · SSC 나폴리AS 로마데르비 델 솔레(이탈리아) |                    |

## 통계
아래는 세리에 A에서 로마와 나폴리간에 이루어진 경기 통계다.
| 클럽   | 경기 | 승 | 무 | 패 | 득점 | 실점 |
| ------ | ---- | -- | -- | -- | ---- | ---- |
| 나폴리 | 137  | 44 | 47 | 46 | 159  | 168  |
| 로마   | 137  | 46 | 47 | 44 | 168  | 159  |

## 경기 결과
| 시즌    | 경기        | 결과 | 리그     | 날짜             |
| ------- | ----------- | ---- | -------- | ---------------- |
| 1929-30 | 로마-나폴리 | 2–2  | 세리에 A | 1929년 11월 10일 |
| 1929–30 | 나폴리-로마 | 1–1  | 세리에 A | 1930년 4월 13일  |
| 1930–31 | 로마-나폴리 | 3–1  | 세리에 A | 1930년 10월 19일 |
| 1930–31 | 나폴리-로마 | 3–0  | 세리에 A | 1931년 3월 8일   |
| 1931–32 | 로마-나폴리 | 1–0  | 세리에 A | 1931년 11월 29일 |
| 1931–32 | 나폴리-로마 | 1–0  | 세리에 A | 1932년 4월 24일  |
| 1932–33 | 나폴리-로마 | 1–2  | 세리에 A | 1932년 12월 18일 |
| 1932–33 | 로마-나폴리 | 1–1  | 세리에 A | 1933년 5월 25일  |
| 1933–34 | 나폴리-로마 | 1–2  | 세리에 A | 1933년 11월 19일 |
| 1933–34 | 로마-나폴리 | 1–2  | 세리에 A | 1934년 4월 8일   |
| 1934–35 | 나폴리-로마 | 3–2  | 세리에 A | 1934년 10월 7일  |
| 1934–35 | 로마-나폴리 | 4–0  | 세리에 A | 1935년 3월 3일   |
| 1935–36 | 로마-나폴리 | 1–0  | 세리에 A | 1935년 10월 6일  |
| 1935–36 | 나폴리-로마 | 1–2  | 세리에 A | 1936년 2월 9일   |
| 1936–37 | 나폴리-로마 | 0–0  | 세리에 A | 1936년 9월 13일  |
| 1936–37 | 로마-나폴리 | 1–0  | 세리에 A | 1937년 1월 17일  |
| 1937–38 | 로마-나폴리 | 2–1  | 세리에 A | 1937년 9월 26일  |
| 1937–38 | 나폴리-로마 | 2–2  | 세리에 A | 1938년 1월 30일  |
| 1938–39 | 로마-나폴리 | 2–2  | 세리에 A | 1938년 11월 13일 |
| 1938–39 | 나폴리-로마 | 1–0  | 세리에 A | 1939년 3월 19일  |
| 1939–40 | 나폴리-로마 | 0–1  | 세리에 A | 1939년 10월 8일  |
| 1939–40 | 로마-나폴리 | 1–0  | 세리에 A | 1940년 2월 11일  |
| 1940–41 | 나폴리-로마 | 2–1  | 세리에 A | 1940년 12월 22일 |
| 1940–41 | 로마-나폴리 | 2–2  | 세리에 A | 1941년 4월 6일   |
| 1941–42 | 로마-나폴리 | 5–1  | 세리에 A | 1941년 10월 26일 |
| 1941–42 | 나폴리-로마 | 1–1  | 세리에 A | 1942년 2월 15일  |
| 1945–46 | 나폴리-로마 | 2–1  | 세리에 A | 1946년 5월 26일  |
| 1945–46 | 로마-나폴리 | 2–0  | 세리에 A | 1946년 7월 14일  |
| 1946–47 | 로마-나폴리 | 0–0  | 세리에 A | 1947년 1월 19일  |
| 1946–47 | 나폴리-로마 | 0–3  | 세리에 A | 1947년 6월 22일  |
| 1947–48 | 나폴리-로마 | 1–2  | 세리에 A | 1947년 12월 21일 |
| 1947–48 | 로마-나폴리 | 1–0  | 세리에 A | 1948년 5월 9일   |
| 1950–51 | 로마-나폴리 | 0–0  | 세리에 A | 1950년 11월 19일 |
| 1950–51 | 나폴리-로마 | 0–0  | 세리에 A | 1951년 4월 1일   |
| 1952–53 | 로마-나폴리 | 5–2  | 세리에 A | 1953년 1월 4일   |
| 1952–53 | 나폴리-로마 | 0–0  | 세리에 A | 1953년 5월 10일  |
| 1953–54 | 로마-나폴리 | 0–0  | 세리에 A | 1953년 12월 27일 |
| 1953–54 | 나폴리-로마 | 1–0  | 세리에 A | 1954년 5월 9일   |
| 1954–55 | 로마-나폴리 | 0–0  | 세리에 A | 1954년 10월 24일 |
| 1954–55 | 나폴리-로마 | 2–0  | 세리에 A | 1955년 3월 13일  |
| 1955–56 | 나폴리-로마 | 1–1  | 세리에 A | 1955년 10월 23일 |
| 1955–56 | 로마-나폴리 | 2–1  | 세리에 A | 1956년 3월 18일  |
| 1956–57 | 로마-나폴리 | 1–3  | 세리에 A | 1956년 12월 30일 |
| 1956–57 | 나폴리-로마 | 1–2  | 세리에 A | 1957년 3월 13일  |
| 1957–58 | 나폴리-로마 | 0–0  | 세리에 A | 1957년 11월 17일 |
| 1957–58 | 로마-나폴리 | 0–2  | 세리에 A | 1958년 4월 13일  |
| 1958–59 | 나폴리-로마 | 3–0  | 세리에 A | 1958년 11월 16일 |
| 1958–59 | 로마-나폴리 | 8–0  | 세리에 A | 1959년 3월 29일  |
| 1959–60 | 로마-나폴리 | 3–0  | 세리에 A | 1960년 1월 24일  |
| 1959–60 | 나폴리-로마 | 1–0  | 세리에 A | 1960년 5월 29일  |
| 1960–61 | 나폴리-로마 | 3–2  | 세리에 A | 1960년 10월 23일 |
| 1960–61 | 로마-나폴리 | 2–0  | 세리에 A | 1961년 3월 5일   |
| 1962–63 | 로마-나폴리 | 3–0  | 세리에 A | 1962년 9월 16일  |
| 1962–63 | 나폴리-로마 | 3–3  | 세리에 A | 1963년 1월 20일  |
| 1965–66 | 로마-나폴리 | 0–0  | 세리에 A | 1965년 10월 24일 |
| 1965–66 | 나폴리-로마 | 1–0  | 세리에 A | 1966년 3월 13일  |
| 1966–67 | 로마-나폴리 | 0–2  | 세리에 A | 1966년 10월 2일  |
| 1966–67 | 나폴리-로마 | 2–0  | 세리에 A | 1967년 2월 12일  |
| 1967–68 | 로마-나폴리 | 2–1  | 세리에 A | 1967년 10월 1일  |
| 1967–68 | 나폴리-로마 | 2–0  | 세리에 A | 1968년 1월 28일  |
| 1968–69 | 나폴리-로마 | 0–0  | 세리에 A | 1968년 10월 27일 |
| 1968–69 | 로마-나폴리 | 0–0  | 세리에 A | 1969년 2월 23일  |
| 1969–70 | 나폴리-로마 | 0–0  | 세리에 A | 1969년 10월 12일 |
| 1969-70 | 로마-나폴리 | 2–1  | 세리에 A | 1970년 2월 8일   |
| 1970–71 | 로마-나폴리 | 2–2  | 세리에 A | 1971년 1월 3일   |
| 1970–71 | 나폴리-로마 | 1–2  | 세리에 A | 1971년 4월 25일  |
| 1971–72 | 나폴리-로마 | 4–0  | 세리에 A | 1971년 12월 12일 |
| 1971–72 | 로마-나폴리 | 1–0  | 세리에 A | 1972년 4월 2일   |
| 1972–73 | 로마-나폴리 | 1–0  | 세리에 A | 1972년 10월 20일 |
| 1972–73 | 나폴리-로마 | 1–0  | 세리에 A | 1973년 2월 18일  |

| 시즌    | 경기        | 결과 | 리그          | 날짜             |
| ------- | ----------- | ---- | ------------- | ---------------- |
| 1973–74 | 로마-나폴리 | 0–1  | 세리에 A      | 1973년 12월 2일  |
| 1973–74 | 나폴리-로마 | 1–1  | 세리에 A      | 1974년 3월 24일  |
| 1974–75 | 로마-나폴리 | 0–1  | 세리에 A      | 1974년 10월 13일 |
| 1974–75 | 나폴리-로마 | 2–0  | 세리에 A      | 1975년 2월 9일   |
| 1975–76 | 나폴리-로마 | 2–1  | 세리에 A      | 1976년 1월 18일  |
| 1975–76 | 로마-나폴리 | 0–3  | 세리에 A      | 1976년 5월 2일   |
| 1976–77 | 나폴리-로마 | 1–0  | 세리에 A      | 1976년 12월 12일 |
| 1976–77 | 로마-나폴리 | 0–0  | 세리에 A      | 1977년 4월 10일  |
| 1977–78 | 나폴리-로마 | 2–0  | 세리에 A      | 1977년 10월 30일 |
| 1977–78 | 로마-나폴리 | 0–0  | 세리에 A      | 1978년 3월 5일   |
| 1978–79 | 나폴리-로마 | 1–0  | 세리에 A      | 1978년 10월 15일 |
| 1978–79 | 로마-나폴리 | 0–0  | 세리에 A      | 1979년 2월 11일  |
| 1979–80 | 나폴리-로마 | 3–0  | 세리에 A      | 1979년 10월 7일  |
| 1979–80 | 로마-나폴리 | 0–0  | 세리에 A      | 1980년 2월 3일   |
| 1980–81 | 나폴리-로마 | 4–0  | 세리에 A      | 1980년 10월 19일 |
| 1980–81 | 로마-나폴리 | 1–1  | 세리에 A      | 1981년 3월 8일   |
| 1981–82 | 나폴리-로마 | 1–0  | 세리에 A      | 1982년 1월 3일   |
| 1981–82 | 로마-나폴리 | 1–1  | 세리에 A      | 1982년 5월 2일   |
| 1982–83 | 나폴리-로마 | 1–3  | 세리에 A      | 1982년 10월 10일 |
| 1982–83 | 로마-나폴리 | 5–2  | 세리에 A      | 1983년 2월 20일  |
| 1983–84 | 로마-나폴리 | 5–1  | 세리에 A      | 1983년 10월 30일 |
| 1983–84 | 나폴리-로마 | 1–2  | 세리에 A      | 1984년 3월 11일  |
| 1984–85 | 나폴리-로마 | 1–2  | 세리에 A      | 1984년 12월 16일 |
| 1984–85 | 로마-나폴리 | 1–1  | 세리에 A      | 1985년 4월 28일  |
| 1985–86 | 나폴리-로마 | 1–1  | 세리에 A      | 1985년 9월29일   |
| 1985–86 | 로마-나폴리 | 2–0  | 세리에 A      | 1986년 1월 26일  |
| 1986–87 | 로마-나폴리 | 0–1  | 세리에 A      | 1986년 10월 26일 |
| 1986–87 | 나폴리-로마 | 0–0  | 세리에 A      | 1987년 3월 15일  |
| 1987–88 | 로마-나폴리 | 1–1  | 세리에 A      | 1987년 10월 25일 |
| 1987–88 | 나폴리-로마 | 1–2  | 세리에 A      | 1988년 3월 6일   |
| 1988–89 | 로마-나폴리 | 1–0  | 세리에 A      | 1988년 12월 31일 |
| 1988–89 | 나폴리-로마 | 1–1  | 세리에 A      | 1989년 3월 14일  |
| 1989–90 | 로마-나폴리 | 1–1  | 세리에 A      | 1989년 10월 8일  |
| 1989–90 | 나폴리-로마 | 3–1  | 세리에 A      | 1990년 2월 18일  |
| 1990–91 | 나폴리-로마 | 1–1  | 세리에 A      | 1991년 1월 13일  |
| 1990–91 | 로마-나폴리 | 1–1  | 세리에 A      | 1991년 5월 19일  |
| 1991–92 | 로마-나폴리 | 1–1  | 세리에 A      | 1991년 11월 17일 |
| 1991–92 | 나폴리-로마 | 3–2  | 세리에 A      | 1992년 4월 5일   |
| 1992–93 | 나폴리-로마 | 2–1  | 세리에 A      | 1992년 10월 25일 |
| 1992–93 | 로마-나폴리 | 1–1  | 세리에 A      | 1993년 3월 21일  |
| 1993–94 | 로마-나폴리 | 2–3  | 세리에 A      | 1993년 9월 12일  |
| 1993–94 | 나폴리-로마 | 1–1  | 세리에 A      | 1994년 1월 30일  |
| 1994–95 | 로마-나폴리 | 1–1  | 세리에 A      | 1994년 11월 9일  |
| 1994–95 | 나폴리-로마 | 0–0  | 세리에 A      | 1995년 4월 9일   |
| 1995–96 | 나폴리-로마 | 2–0  | 세리에 A      | 1995년 12월 17일 |
| 1995–96 | 로마-나폴리 | 4–1  | 세리에 A      | 1996년 4월 21일  |
| 1996–97 | 로마-나폴리 | 1–0  | 세리에 A      | 1996년 12월 15일 |
| 1996–97 | 나폴리-로마 | 1–0  | 세리에 A      | 1997년 5월 11일  |
| 1997–98 | 로마-나폴리 | 6–2  | 세리에 A      | 1997년 10월 5일  |
| 1997–98 | 나폴리-로마 | 2–0  | 세리에 A      | 1998년 2월 22일  |
| 2000–01 | 로마-나폴리 | 3–0  | 세리에 A      | 2001년 1월 28일  |
| 2000–01 | 나폴리-로마 | 2–2  | 세리에 A      | 2001년 6월 10일  |
| 2007–08 | 로마-나폴리 | 4–4  | 세리에 A      | 2007년 10월 20일 |
| 2007–08 | 나폴리-로마 | 0–2  | 세리에 A      | 2008년 3월 9일   |
| 2008–09 | 로마-나폴리 | 1–1  | 세리에 A      | 2008년 8월 31일  |
| 2008–09 | 나폴리-로마 | 0–3  | 세리에 A      | 2009년 1월 25일  |
| 2009–10 | 로마-나폴리 | 2–1  | 세리에 A      | 2009년 10월 4일  |
| 2009–10 | 나폴리-로마 | 2–2  | 세리에 A      | 2010년 2월 28일  |
| 2010–11 | 나폴리-로마 | 2–0  | 세리에 A      | 2010년 10월 3일  |
| 2010–11 | 로마-나폴리 | 0–2  | 세리에 A      | 2011년 2월 12일  |
| 2011-12 | 나폴리-로마 | 1-3  | 세리에 A      | 2011년 12월 18일 |
| 2011-12 | 로마-나폴리 | 2-2  | 세리에 A      | 2012년 4월 28일  |
| 2012-13 | 나폴리-로마 | 4-1  | 세리에 A      | 2013년 1월 6일   |
| 2012-13 | 로마-나폴리 | 2-1  | 세리에 A      | 2013년 5월 19일  |
| 2013-14 | 로마-나폴리 | 2-0  | 세리에 A      | 2013년 10월 19일 |
| 2013-14 | 나폴리-로마 | 1-0  | 세리에 A      | 2014년 3월 9일   |
| 2013-14 | 로마-나폴리 | 3-2  | 코파 이탈리아 | 2014년 2월 5일   |
| 2013-14 | 나폴리-로마 | 3-0  | 코파 이탈리아 | 2014년 2월 12일  |
| 2014-15 | 나폴리-로마 | 2-0  | 세리에 A      | 2014년 11월 1일  |
| 2014-15 | 로마-나폴리 | -    | 세리에 A      |                  |